# (1875) Neruda
(1875) Neruda est un astéroïde de la ceinture principale.

## Description
(1875) Neruda est un astéroïde de la ceinture principale. Il fut découvert le 22 août 1969 à Bergedorf par Luboš Kohoutek. Il présente une orbite caractérisée par un demi-grand axe de 3,13 UA, une excentricité de 0,17 et une inclinaison de 13,4° par rapport à l'écliptique.

## Compléments